# Пума Пунку
Пума Пунку («Ворота Пуми») (кеч. Puma Punku) — мегалітичний об'єкт старовини в Болівії поблизу старовинного міста Тіуанако.

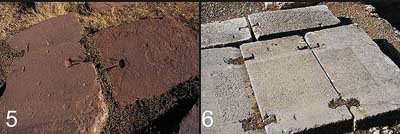
Деталь храмового комплексу Пума Пунку («Ворота Пуми»).

## Опис
Донині незрозуміло технологію виготовлення та призначення каменів Пума Пунку. Кам'яні блоки комплексу Пума Пунку — це не лише наймасивніші моноліти, вагою від 22 до 131 тонни (менші впродовж тисячоліть населення взяло для своїх потреб), із червоного пісковику, андезиту й сірого діориту — місцевих порід, деякі з яких важко піддаються обробці. Однак, вони майстерно оброблені, в них з великою точністю вирізано пази, кромки, отвори, східчасті площини усередині моноліту складної геометричної форми, карнизи, лунки, замки. І це не архітектурні деталі, не частини кам'яних фризів тощо, а технологічні елементи — як у деталей дитячого «конструктора». Встановлено, що частину блоків для Пума Пунку добували в гранітному кар'єрі за 90 км від будівельного майданчика, і потім піднімали у місто. Для скріплення блоків невідомі стародавні будівельники використовували штирі із заліза, міді та нікелю.
Пам'ятка датується періодом 500 рік до н. е. — 1000 рік.
У XVI столітті іспанський колоніст Гарсіласо Де Ла Вега, вражений побаченим, записав в «Коментарях про царство інків»:
| «Це неможливо уявити. А коли побачиш своїми очима, починає здаватися, що тут не обійшлося без чаклунства й що ця справа рук демонів, а не людей. Він побудований з таких величезних каменів і в такій безлічі, що відразу виникають питання, як індіанці добували ці камені і як доставляли їх сюди, як обробляли їх і ставили один на одного з такою точністю? Адже вони не користувалися ні залізом, ні сталлю для того, щоб проникати в скелю, обтісувати й полірувати камінь. У них не було ні волів, ні возів для перевезення, хоча в усьому світі не найдеться таких возів і волів, щоб упоратися із цим завданням — настільки величезні ці брили й настільки важкі гірські стежки, якими їх доставляли». |